# Michotamia compedita
Michotamia compedita là một loài ruồi trong họ Asilidae. Michotamia compedita được Wiedemann miêu tả năm 1828. Loài này phân bố ở miền Ấn Độ - Mã Lai.